# Яо Чан
Яо Чан (кит. трад.: 姚萇; піньїнь: Yao Chang; 331-394) — засновник і перший імператор Пізньої Цінь періоду Шістнадцяти держав.

## Життєпис
Був сином Яо Ічжуна, впливового генерала, який перебував на службі у правителя Пізньої Чжао Ши Ху. Після падіння Пізньої Чжао старший брат Яо Чана Яо Сян спробував створити свою незалежну державу, втім зазнав поразки від війська Ранньої Цінь. Яо Чан став полководцем Ранньої Цінь, утім 384 року після поразки в битві проти Цзінь Яо Чан, отримавши звістку, що Фу Цзянь наказав його стратити, підбурив повстання. В результаті було утворено державу Пізня Цінь, першим імператором якої став Яо Чан.
Правління його тривало близько восьми років. Помер 394 року. Трон по його смерті успадкував Яо Сін — старший син імператора.

## Девізи правління
- Байцюе (白雀) 384–386
- Цзяньчу (建初) 386–393